# Jindřich VI. (3. část)

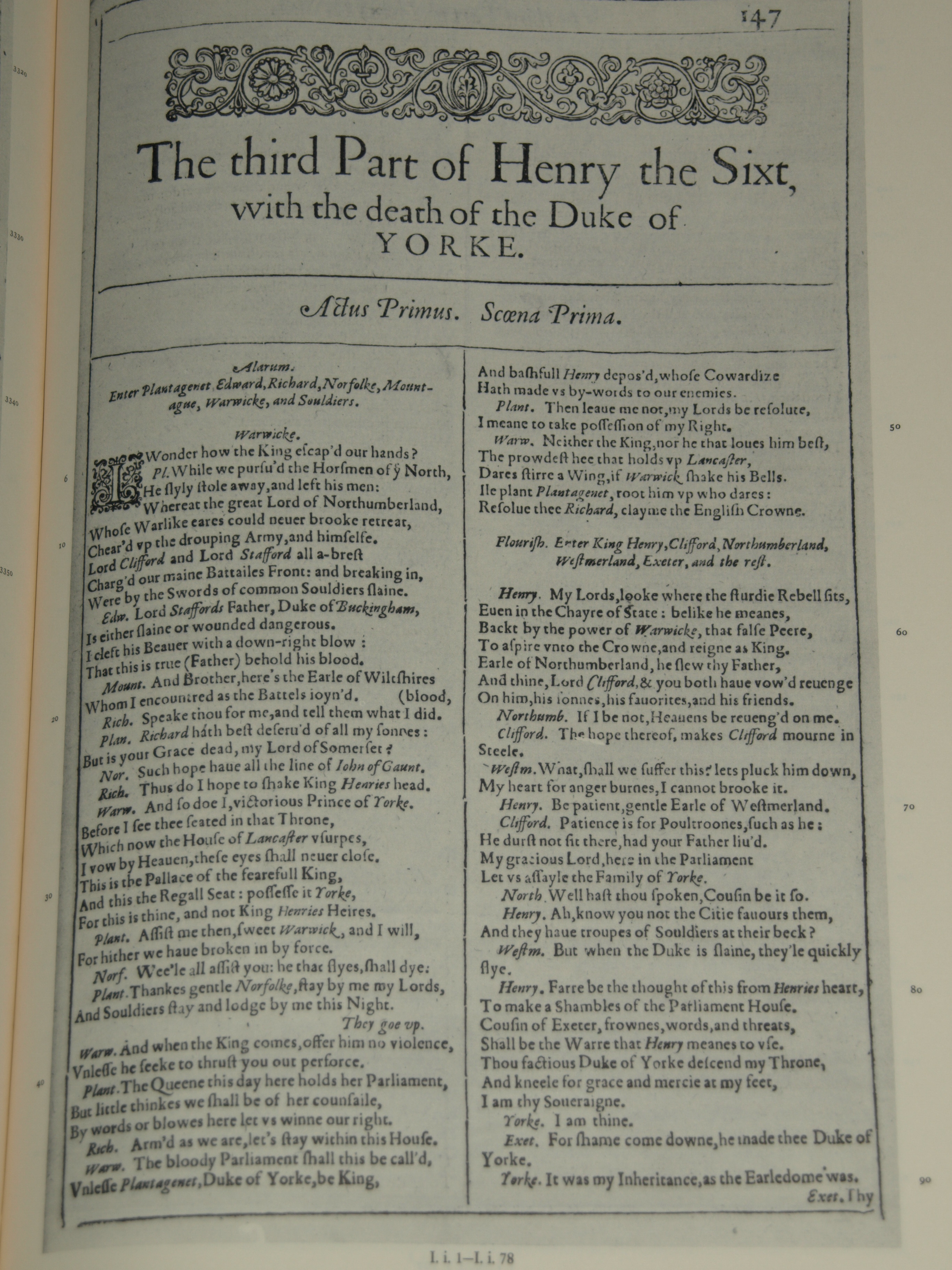
Faksimile první strany z vydání z roku 1623

Jindřich VI. (3. část) je historická hra Williama Shakespeara napsaná zřejmě v roce 1591. Hra se odehrává v době vlády anglického krále Jindřicha VI.
Zatímco první část Jindřicha VI. se zabývá ztrátou anglických území ve Francii a politickými machinacemi vedoucími k válce růží a druhá část se zabývá královou neschopností potlačit hašteření šlechty, třetí část popisuje ponoření kdysi spořádaného národa do chaosu a barbarství, kdy se rody rozpadají a morální zásady se přizpůsobují touze po pomstě a moci.
Ačkoliv Shakespeare nemusel nutně napsal trilogii Jindřich VI. v chronologickém pořadí, divadelní společnosti často spojují tyto tři hry s Richardem III. Vzniká tak tetralogie pokrývající celé období období války růží od smrti Jindřicha V. v roce 1422 po vzestup Jindřicha VII. v roce 1485.

## Postavy
- Jindřich VI. Anglický
- Markéta z Anjou, jeho královna
- Eduard z Westminsteru, princ z Walesu, jejich syn
- lord Clifford, vojenský velitel
- hrabě z Warwicku
- Richard Plantagenet
- Eduard Plantagenet, jeho syn
- Jiří Plantagenet, jeho syn
- Richard Plantagenet, jeho syn
- Ludvík XI., francouzský král

## Děj

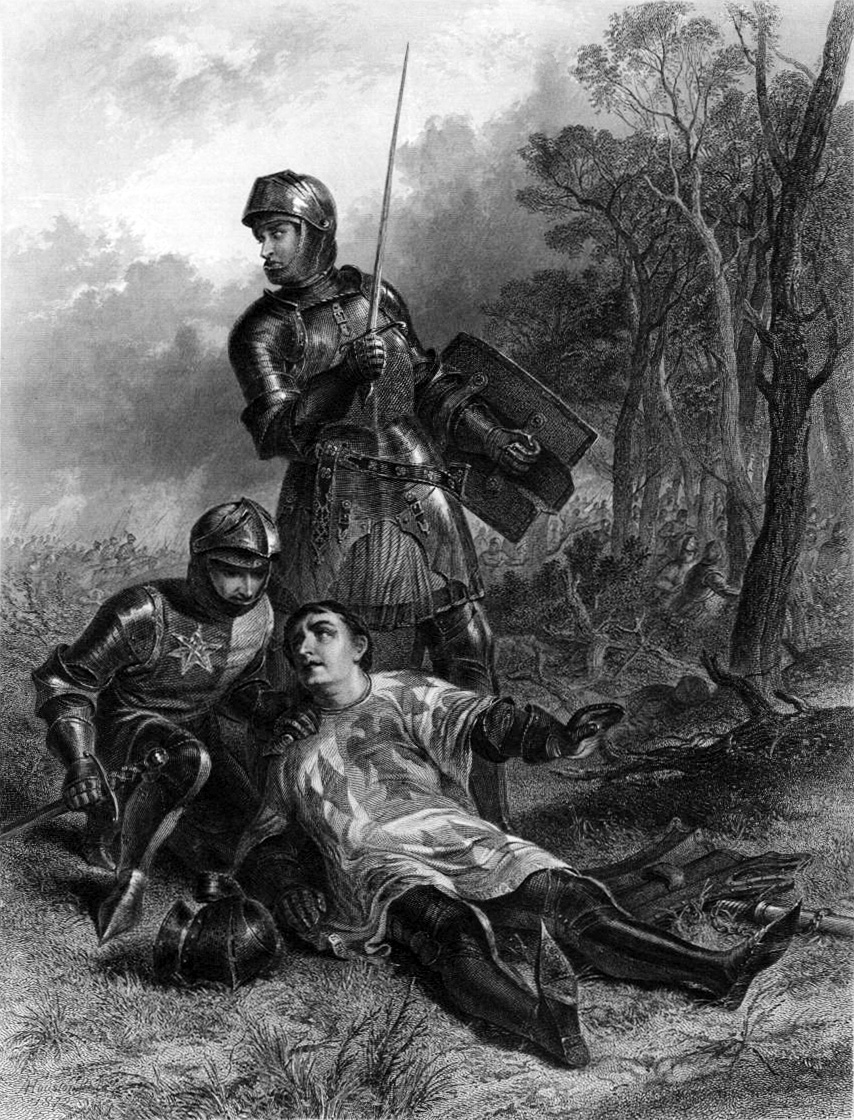
Smrt hraběte Warwicka. The Works of Shakespeare: Imperial Edition, (1870)

Hra začíná tam, kde předchozí část skončila. Yorkisté (vévoda z Yorku, Eduard, Richard, Warwick, Montague a Norfolk) pronásledují z bojiště krále Jindřicha a královnu Markétu. Hrabě z Warwicku s sebou přivedl armádu a vyhrožuje králi násilím, a tak Jindřich souhlasí, že sice bude moci zůstat králem až do své smrti, ale poté trůn přejde na rod Yorků. Královna a další královi zastánci jsou tímto rozhodnutím, které vyděďuje Jindřichova syna, znechuceni a krále opouštějí. Královna a mladý Clifford, jehož otec byl zabit v bitvě u St Albans, přísahají na Yorkistech pomstu.
V následujícím konfliktu Markéta a Clifford poráží v bitvě Yorkisty. Clifford zabije Yorkova dvanáctiletého syna Rutlanda. Zajmou a mučí samotného vévodu z Yorku, než ho ubodají k smrti. Eduard a Richard lamentují nad otcovou smrtí, když jim hrabě Warwick přináší zprávy, že jeho vlastní vojsko bylo poraženo v druhé bitvě u St Albans a král se vrátil do Londýna a pod Markétiným tlakem zrušil dohodu s Yorkem. K mladým Yorkům se však přidá další z bratrů Jiří a Warwicka podpoří jeho mladší bratr Montague.
Bitva u Towtonu skončí vítězství Yorkistů a Clifford je zabit. Po bitvě je Eduard prohlášen králem, Jiří vévodou z Clarence a Richard vévodou z Gloucesteru. Král Eduard a Jiří opouští dvůr a Richard divákům odhaluje své mocenské ambice a že chce získat bratrův trůn, i když si ještě není jistý, jak to udělá.
Hrabě Warwick přijíždí do Francie, aby pro Eduarda získal ruku švagrové Ludvíka XI. Bony a zajistil tak mír mezi oběma národy. U francouzského dvora však nachází Markétu, jejího syna Eduarda a hraběte z Oxfordu, kteří se také snaží získat královu pomoc. Warwickovi se však podaří Ludvíkovo rozhodnutí podpořit Markétu změnit. V Anglii po králi Eduardovi ovdovělá lady Greyová (Alžběta Woodvillová) žádá pozemky svého zesnulého manžela. Eduard je unesen její krásou a ožení se s ní navzdory radám Jiřího i Richarda. Hrabě Warwick je tímto Eduardovým rozhodnutím rozhořčen a cítí, že ze sebe sloužením Yorkům udělal hlupáka. Změní strany a přísahá věrnost Lancesterům. Jako projev loajality dává ruku své dcery Anny princi Eduardovi. Strany změní i Jiří Plantagenet a Montague. Warwick provede invazi do Anglie a na trůn vrátí krále Jindřicha.
Brzy poté ale krále Eduarda osvobodí Richard a jeho pomocníci. V bitvě u Barnetu Jiří Plantagenet zradí Warwicka, který je společně s Montaquem zabit. Král Jindřich lamentuje nad svými potížemi a je svědkem hrůz občanské války. Nakonec je uvězněn. V bitvě u Tewkesbury opět vítězí Yorkisté a zajmou královnu Markétu, prince Eduarda a hrabata z Oxfordu a Somersetu. Somerset je odsouzen k smrti a Oxford na doživotí. Markéta je vykázána ze země a prince Eduarda ubodají k smrti plantagenetští bratři, když odmítne uznat rod Yorků jako královský. V londýnském Toweru nakonec Richard zabíjí i krále Jindřicha. Eduard nařizuje, aby začaly oslavy a věří, že občanská válka je u konce a blíží se mír. Neví ovšem nic o Richardově touze po moci.